# Rozhledna Na vodojemu Kunovice
Rozhledna Na vodojemu Kunovice se nachází u vysílače na vodojemu v lokalitě Na Páně v obci Kunovice v okrese Vsetín ve Zlínském kraji.

## Další informace
Obecní rozhledna byla postavena na budově nového vodojemu a zpřístupněná v červnu roku 2021. Na vyhlídkovou plošinu vede 42 schodů venkovního schodiště. Rozhledna má výšku 14 m a je postavena ve výšce 433 m n. m. Rozhledna nabízí výhledy na Hostýnsko-vsetínskou hornatinu, Podbeskydskou pahorkatinu, Oderské vrchy a blízké okolí. Je celoročně volně přístupná.

## Galerie

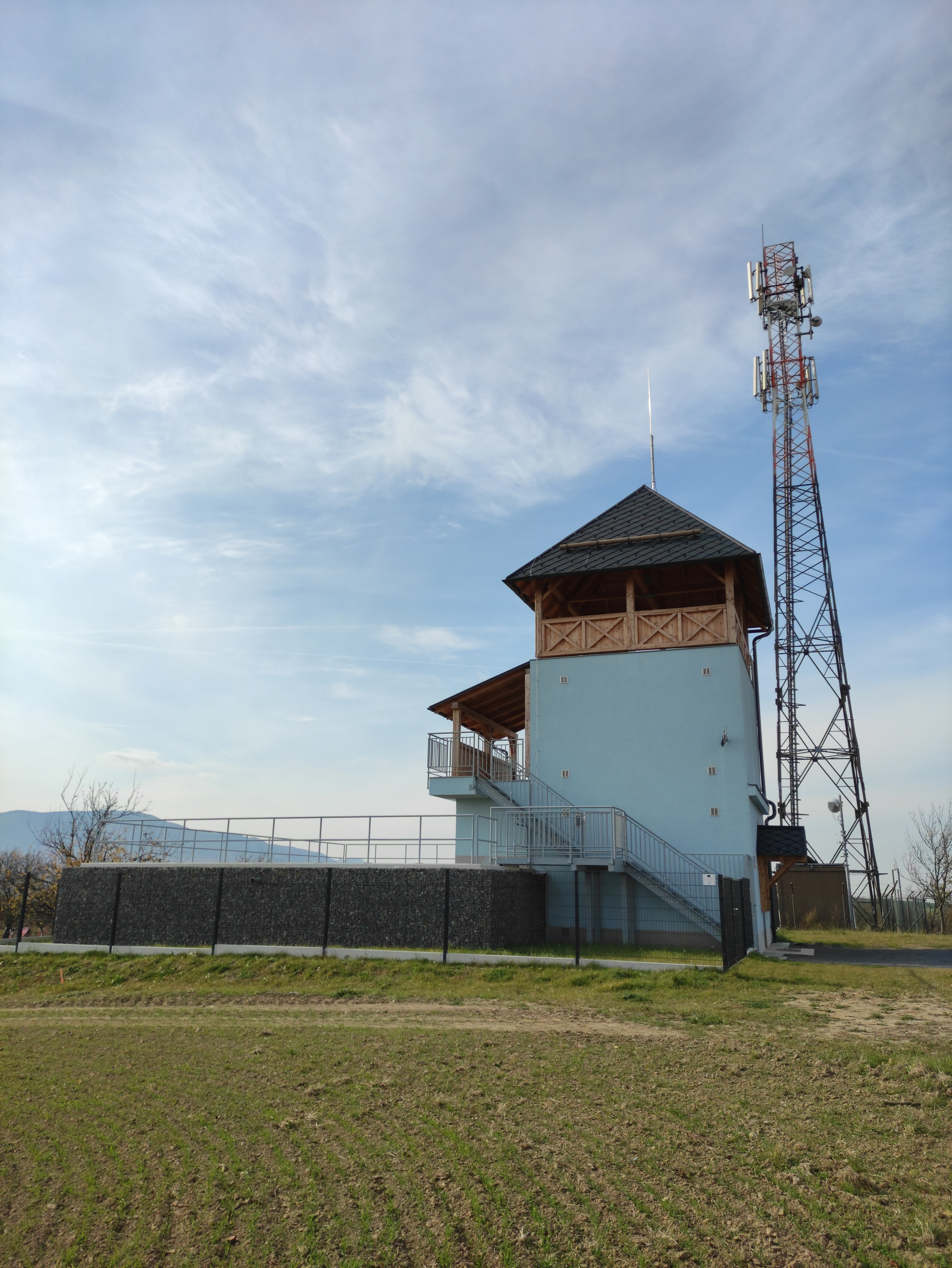
Rozhledna s vysílačem
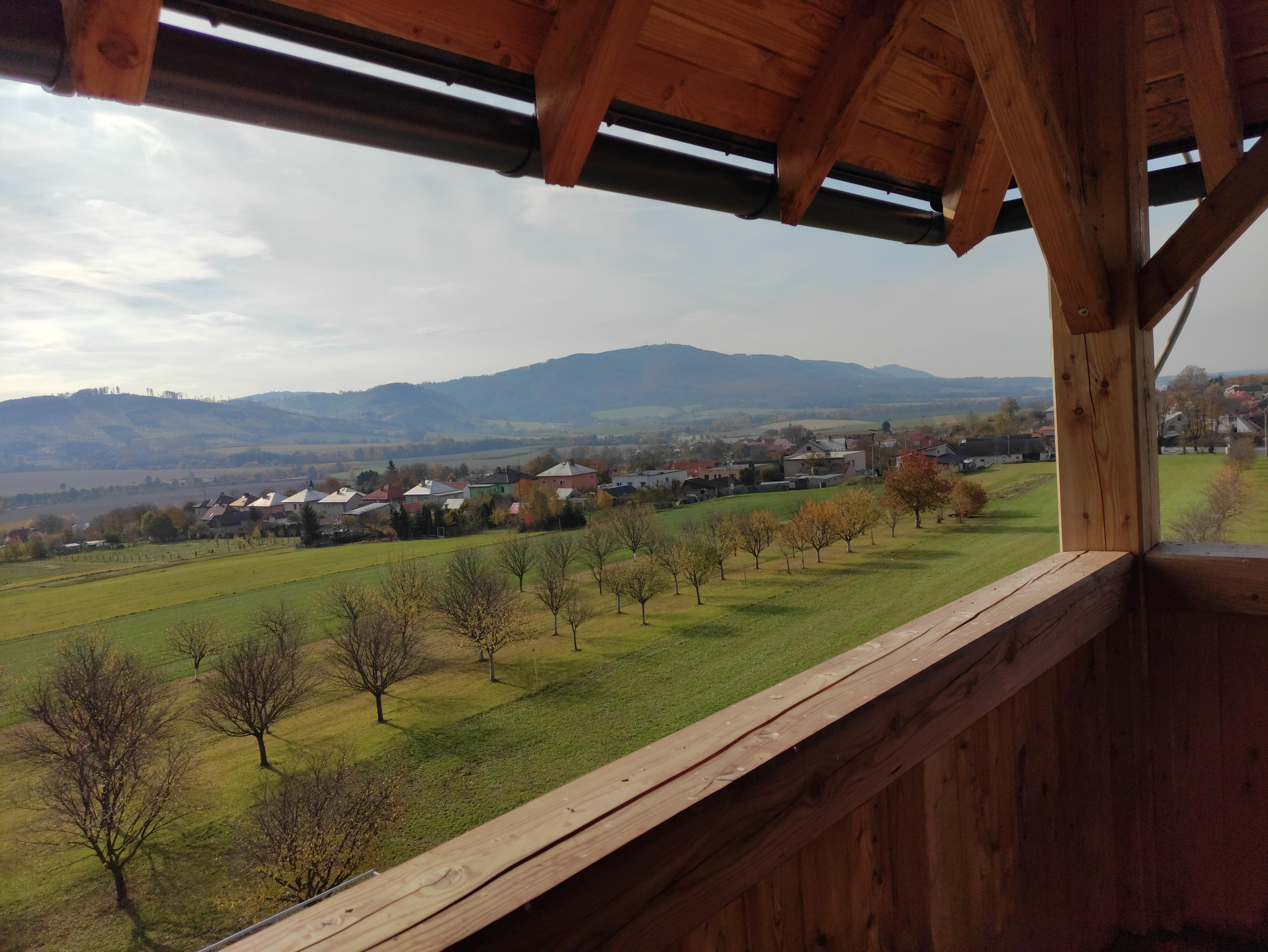
Výhled na horu Kelčský Javorník